# Lion-en-Beauce
Lion-en-Beauce ist eine französische Gemeinde mit 122 Einwohnern (Stand: 1. Januar 2022) im Département Loiret in der Region Centre-Val de Loire. Sie gehört zum Arrondissement Orléans und zum Kanton Meung-sur-Loire. Die Einwohner werden Lionnais genannt.

## Geographie und Verkehr
Lion-en-Beauce liegt etwa 26 Kilometer nördlich von Orléans. Umgeben wird Lion-en-Beauce von den Nachbargemeinden Tivernon im Norden, Oison im Osten, Ruan im Süden sowie Santilly im Westen.

## Einwohnerentwicklung
| 1962                       | 1968 | 1975 | 1982 | 1990 | 1999 | 2006 | 2018 |
| -------------------------- | ---- | ---- | ---- | ---- | ---- | ---- | ---- |
| 128                        | 116  | 101  | 98   | 97   | 97   | 116  | 139  |
| Quellen: Cassini und INSEE |      |      |      |      |      |      |      |